# Cleora lichenina
Cleora lichenina är en fjärilsart som beskrevs av Butler 1877. Cleora lichenina ingår i släktet Cleora och familjen mätare. Inga underarter finns listade i Catalogue of Life.